# Arthur Golden
 Arthur Golden (* 6. prosince 1956 Chattanooga) je americký spisovatel.

## Životopis
Na Harvardově univerzitě vystudoval dějiny umění se zaměřením na Japonsko. Posléze získal diplom z japonských dějin na Columbia University, kde se rovněž naučil mandarínské čínštině. Nějaký čas působil v Pekingu a Tokiu a po návratu do Spojených států amerických získal na Boston University diplom z anglického jazyka. V současnosti žije ve městě Brookline ve státě Massachusetts s manželkou a dvěma dětmi.
Golden proslul hned svým prvním dílem – románem Gejša (Memoirs of a Geisha). Toto dílo vypráví o životě mladé japonské dívky, kterou v mládí vytrhli z rodné vesnice a byla jí určena role gejši v japonském Kjótu. Kniha je volně založena na životních osudech skutečné gejši Mineko Iwasaki.
V roce 2005 byl jeho román Gejša zfilmován režisérem Robem Marshallem. Hlavních role si zahráli Ziyi Zhang a Ken Watanabe.